# TrafficRank
El TrafficRank és la classificació d'un lloc web en termes de tràfic orgànic amb relació a tota la resta de pàgines web a Internet. Encara que aquest sistema de classificació és la base de la majoria de les eines de classificació tradicionals, moltes de les eines del SEO actuals porten l'anàlisi de classificació un pas més enllà.